# Tyga/Diskografie
Diese Diskografie ist eine Übersicht über die musikalischen Werke des US-amerikanischen Hip-Hop-Musikers Tyga. Den Schallplattenauszeichnungen zufolge hat er bisher mehr als 90,3 Millionen Tonträger verkauft, davon alleine in seiner Heimat über 72,5 Millionen. Seine erfolgreichste Veröffentlichung ist die Single Taste mit mehr als 12,3 Millionen verkauften Einheiten.

## Alben

### Studioalben
| Jahr | Titel Musiklabel                                               | Höchstplatzierung, Gesamtwochen, AuszeichnungChartplatzierungen (Jahr, Titel, Musiklabel, Platzierungen, Wochen, Auszeichnungen, Anmerkungen) | Höchstplatzierung, Gesamtwochen, AuszeichnungChartplatzierungen (Jahr, Titel, Musiklabel, Platzierungen, Wochen, Auszeichnungen, Anmerkungen) | Höchstplatzierung, Gesamtwochen, AuszeichnungChartplatzierungen (Jahr, Titel, Musiklabel, Platzierungen, Wochen, Auszeichnungen, Anmerkungen) | Höchstplatzierung, Gesamtwochen, AuszeichnungChartplatzierungen (Jahr, Titel, Musiklabel, Platzierungen, Wochen, Auszeichnungen, Anmerkungen) | Höchstplatzierung, Gesamtwochen, AuszeichnungChartplatzierungen (Jahr, Titel, Musiklabel, Platzierungen, Wochen, Auszeichnungen, Anmerkungen) | Anmerkungen                                                  |
| Jahr | Titel Musiklabel                                               | DE | AT | CH | UK | US | Anmerkungen                                                  |
| ---- | -------------------------------------------------------------- | --- | --- | --- | --- | --- | ------------------------------------------------------------ |
| 2008 | No Introduction Decaydance (RED Distribution)                  | — | — | — | — | US112 (1 Wo.)US | Erstveröffentlichung: 10. Juni 2008                          |
| 2012 | Careless World: Rise of the Last King Cash Money Records (UMG) | — | — | — | UK56 (2 Wo.)UK | US4 Platin · (30 Wo.)US | Erstveröffentlichung: 21. Februar 2012 Verkäufe: + 1.007.500 |
| 2013 | Hotel California Cash Money Records (UMG)                      | DE37 (4 Wo.)DE | — | CH75 (1 Wo.)CH | UK55 (2 Wo.)UK | US7 Gold · (14 Wo.)US | Erstveröffentlichung: 9. April 2013 Verkäufe: + 500.000      |
| 2015 | The Gold Album: 18th Dynasty Last Kings Records                | — | — | — | — | — | Erstveröffentlichung: 23. Juni 2015                          |
| 2017 | BitchImTheShit2 Last Kings Records                             | — | — | — | — | US139 (1 Wo.)US | Erstveröffentlichung: 21. Juli 2017                          |
| 2018 | Kyoto Last Kings Records                                       | — | — | — | — | — | Erstveröffentlichung: 16. Februar 2018                       |
| 2019 | Legendary Last Kings Records                                   | — | AT18 (2 Wo.)AT | CH17 (3 Wo.)CH | UK43 (1 Wo.)UK | US17 Platin · (18 Wo.)US | Erstveröffentlichung: 7. Juni 2019 Verkäufe: + 1.015.000     |

### Kollaboalben
| Jahr | Titel                                                         | Höchstplatzierung, Gesamtwochen, AuszeichnungChartplatzierungen (Jahr, Titel, Platzierungen, Wochen, Auszeichnungen, Anmerkungen) | Höchstplatzierung, Gesamtwochen, AuszeichnungChartplatzierungen (Jahr, Titel, Platzierungen, Wochen, Auszeichnungen, Anmerkungen) | Höchstplatzierung, Gesamtwochen, AuszeichnungChartplatzierungen (Jahr, Titel, Platzierungen, Wochen, Auszeichnungen, Anmerkungen) | Höchstplatzierung, Gesamtwochen, AuszeichnungChartplatzierungen (Jahr, Titel, Platzierungen, Wochen, Auszeichnungen, Anmerkungen) | Höchstplatzierung, Gesamtwochen, AuszeichnungChartplatzierungen (Jahr, Titel, Platzierungen, Wochen, Auszeichnungen, Anmerkungen) | Anmerkungen                                                                    |
| Jahr | Titel                                                         | DE | AT | CH | UK | US | Anmerkungen                                                                    |
| ---- | ------------------------------------------------------------- | --- | --- | --- | --- | --- | ------------------------------------------------------------------------------ |
| 2009 | We Are Young Money Cash Money Records (UMG)                   | — | — | — | — | US9 Platin · (26 Wo.)US | Erstveröffentlichung: 21. Dezember 2009 Verkäufe: + 1.000.000; mit Young Money |
| 2013 | Rich Gang Cash Money Records (UMG)                            | — | — | — | — | — | Erstveröffentlichung: 23. Juli 2013 mit Rich Gang                              |
| 2015 | Fan of a Fan: The Album RCA Records (Sony)                    | DE14 (4 Wo.)DE | AT16 (1 Wo.)AT | CH6 (5 Wo.)CH | UK7 Gold · (13 Wo.)UK | US7 Gold · (20 Wo.)US | Erstveröffentlichung: 20. Februar 2015 Verkäufe: + 670.000; mit Chris Brown    |
| 2023 | Hit Me When U Leave the Klub: The Playlist Last Kings Records | — | — | — | — | US101 (1 Wo.)US | Erstveröffentlichung: 29. September 2023 mit YG                                |

### Mixtapes
- 2007: Young on Probation
- 2008: No Introduction – The Series: April 10
- 2008: No Introduction – The Series: May 10
- 2008: Slaughter House
- 2009: The Free Album
- 2009: Outraged and Underage
- 2009: The Potential
- 2009: Black Thoughts
- 2010: Fan of a Fan (mit Chris Brown)
- 2011: Well Done
- 2011: Black Thoughts 2
- 2011: Well Done 2
- 2011: #BitchImTheShit
- 2012: Well Done 3
- 2012: 187
- 2013: Well Done 4
- 2015: Fuk Wat They Takin Bout
- 2016: Rawwest Alive
- 2017: Bugatti Raww

## Singles

### Als Leadmusiker
| Jahr | Titel Album                                         | Höchstplatzierung, Gesamtwochen, AuszeichnungChartplatzierungen (Jahr, Titel, Album, Platzierungen, Wochen, Auszeichnungen, Anmerkungen) | Höchstplatzierung, Gesamtwochen, AuszeichnungChartplatzierungen (Jahr, Titel, Album, Platzierungen, Wochen, Auszeichnungen, Anmerkungen) | Höchstplatzierung, Gesamtwochen, AuszeichnungChartplatzierungen (Jahr, Titel, Album, Platzierungen, Wochen, Auszeichnungen, Anmerkungen) | Höchstplatzierung, Gesamtwochen, AuszeichnungChartplatzierungen (Jahr, Titel, Album, Platzierungen, Wochen, Auszeichnungen, Anmerkungen) | Höchstplatzierung, Gesamtwochen, AuszeichnungChartplatzierungen (Jahr, Titel, Album, Platzierungen, Wochen, Auszeichnungen, Anmerkungen) | Anmerkungen                                                                                               |
| Jahr | Titel Album                                         | DE | AT | CH | UK | US | Anmerkungen                                                                                               |
| --- | --------------------------------------------------- | --- | --- | --- | --- | --- | --- |
| 2008 | Coconut Juice No Introduction                       | — | — | — | — | US94 (1 Wo.)US | Erstveröffentlichung: 22. März 2008 feat. Travie McCoy                                                    |
| 2010 | I’m on It –                                         | — | — | — | — | — | Erstveröffentlichung: 7. September 2010 feat. Lil Wayne                                                   |
| 2011 | Far Away Careless World: Rise of the Last King      | — | — | — | — | US86 Gold · (7 Wo.)US | Erstveröffentlichung: 17. Mai 2011 Verkäufe: + 500.000; feat. Chris Richardson                            |
| 2011 | Still Got Careless World: Rise of the Last King     | — | — | — | — | US89 (1 Wo.)US | Erstveröffentlichung: 4. Oktober 2011 feat. Drake                                                         |
| 2011 | Rack City Careless World: Rise of the Last King     | DE60 Gold · (1 Wo.)DE | — | — | UK39 Gold · (11 Wo.)UK | US7 ×5Fünffachplatin · (25 Wo.)US | Erstveröffentlichung: 2. Dezember 2011 Verkäufe: + 5.615.000                                              |
| 2012 | Faded Careless World: Rise of the Last King         | — | — | — | — | US33 ×3Dreifachplatin · (22 Wo.)US | Erstveröffentlichung: 13. Januar 2012 Verkäufe: + 3.000.000; feat. Lil Wayne                              |
| 2012 | Make It Nasty Careless World: Rise of the Last King | — | — | — | — | US91 Platin · (2 Wo.)US | Erstveröffentlichung: 26. Juni 2012 Verkäufe: + 1.000.000                                                 |
| 2012 | Do My Dance Well Done 3                             | — | — | — | — | US— GoldUS | Erstveröffentlichung: 2. Oktober 2012 Verkäufe: + 500.000; feat. 2 Chainz                                 |
| 2013 | Dope Hotel California                               | — | — | — | — | US68 Gold · (10 Wo.)US | Erstveröffentlichung: 15. Januar 2013 Verkäufe: + 500.000; feat. Rick Ross                                |
| 2013 | Molly Hotel California                              | — | — | — | — | US66 Platin · (12 Wo.)US | Erstveröffentlichung: 15. März 2013 Verkäufe: + 1.000.000; feat. Cedric Gervais, Wiz Khalifa & Mally Mall |
| 2013 | Switch Lanes Hotel California                       | DE— GoldDE | — | — | — | US— GoldUS | Erstveröffentlichung: 22. April 2013 Verkäufe: + 650.000; feat. The Game                                  |
| 2013 | Wait for a Minute –                                 | DE63 (2 Wo.)DE | AT50 (1 Wo.)AT | CH43 (1 Wo.)CH | UK41 (1 Wo.)UK | US68 Gold · (1 Wo.)US | Erstveröffentlichung: 22. Oktober 2013 Verkäufe: + 530.000; feat. Justin Bieber                           |
| 2013 | Throw It Up Well Done 4                             | — | — | — | — | — | Erstveröffentlichung: 27. August 2013 feat. DJ Mustard                                                    |
| 2013 | Wake Up in It Well Done 4                           | — | — | — | — | — | Erstveröffentlichung: 26. November 2013 feat. Mally Mall, Sean Kingston, French Montana & Pusha T         |
| 2014 | Hookah –                                            | — | — | — | — | US85 Platin · (11 Wo.)US | Erstveröffentlichung: 9. April 2014 Verkäufe: + 1.000.000; feat. Young Thug                               |
| 2014 | Young Kobe Well Done 4                              | — | — | — | — | — | Erstveröffentlichung: 3. Juni 2014                                                                        |
| 2014 | 40 Mill –                                           | — | — | — | — | — | Erstveröffentlichung: 14. Oktober 2014                                                                    |
| 2014 | Make It Work –                                      | — | — | — | — | — | Erstveröffentlichung: 27. Oktober 2014                                                                    |
| 2015 | Ayo Fan of a Fan: The Album                         | DE23 Platin · (29 Wo.)DE | AT58 (6 Wo.)AT | CH43 (18 Wo.)CH | UK6 ×2Doppelplatin · (29 Wo.)UK | US21 ×3Dreifachplatin · (20 Wo.)US | Erstveröffentlichung: 6. Januar 2015 Verkäufe: + 4.915.000; mit Chris Brown                               |
| 2015 | Bitches N Marijuana Fan of a Fan: The Album         | DE50 (5 Wo.)DE | — | — | UK60 Silber · (2 Wo.)UK | US— GoldUS | Erstveröffentlichung: 7. Februar 2015 Verkäufe: + 800.000; mit Chris Brown feat. Schoolboy Q              |
| 2015 | Ride Out Fast & Furious 7 (O.S.T.)                  | DE21 (14 Wo.)DE | AT26 (5 Wo.)AT | CH25 (5 Wo.)CH | UK70 (2 Wo.)UK | US70 Gold · (3 Wo.)US | Erstveröffentlichung: 17. Februar 2015 Verkäufe: + 580.000; feat. Kid Ink, Wale, YG & Rich Homie Quan     |
| 2015 | Hollywood Niggaz The Gold Album: 18th Dynasty       | — | — | — | — | — | Erstveröffentlichung: 19. Mai 2015                                                                        |
| 2015 | Pleazer The Gold Album: 18th Dynasty                | — | — | — | — | — | Erstveröffentlichung: 16. Juni 2015 feat. Boosie Badazz                                                   |
| 2015 | Dope’d Up Rawwest Alive                             | — | — | — | — | — | Erstveröffentlichung: 26. Oktober 2015                                                                    |
| 2015 | Happy Birthday Rawwest Alive                        | — | — | — | — | — | Erstveröffentlichung: 20. November 2015                                                                   |
| 2016 | Baller Alert Rawwest Alive                          | — | — | — | — | — | Erstveröffentlichung: 21. März 2016 feat. Rick Ross & 2 Chainz                                            |
| 2016 | Cash Money –                                        | — | — | — | — | — | Erstveröffentlichung: 20. Mai 2016                                                                        |
| 2016 | 1 of 1 BitchImTheShit2                              | — | — | — | — | — | Erstveröffentlichung: 17. Juni 2016                                                                       |
| 2016 | Trap Pussy –                                        | — | — | — | — | — | Erstveröffentlichung: 29. Juli 2016                                                                       |
| 2017 | Feel Me BitchImTheShit2                             | — | — | — | — | — | Erstveröffentlichung: 1. Januar 2017 feat. Kanye West                                                     |
| 2017 | 100’s BitchImTheShit2                               | — | — | — | — | — | Erstveröffentlichung: 4. April 2017 feat. Chief Keef & AE                                                 |
| 2017 | Act Ghetto –                                        | — | — | — | — | — | Erstveröffentlichung: 4. April 2017 feat. Lil Wayne                                                       |
| 2017 | Eyes Closed BitchImTheShit2                         | — | — | — | — | — | Erstveröffentlichung: 5. Mai 2017                                                                         |
| 2017 | Playboy BitchImTheShit2                             | — | — | — | — | — | Erstveröffentlichung: 3. Juni 2017 feat. Vince Staples                                                    |
| 2017 | Flossin BitchImTheShit2                             | — | — | — | — | — | Erstveröffentlichung: 23. Juni 2017 feat. King                                                            |
| 2017 | My Way –                                            | — | — | — | — | — | Erstveröffentlichung: 11. September 2017                                                                  |
| 2017 | Boss Up Kyoto                                       | — | — | — | — | — | Erstveröffentlichung: 4. Oktober 2017                                                                     |
| 2017 | Temperature Kyoto                                   | — | — | — | — | — | Erstveröffentlichung: 22. Dezember 2017                                                                   |
| 2018 | Taste Legendary                                     | — | AT21 (21 Wo.)AT | CH18 (34 Wo.)CH | UK5 ×3Dreifachplatin · (46 Wo.)UK | US8 Diamant · (29 Wo.)US | Erstveröffentlichung: 18. Mai 2018 Verkäufe: + 12.370.000; feat. Offset                                   |
| 2018 | Swish Legendary                                     | — | — | CH76 (4 Wo.)CH | UK47 Gold · (10 Wo.)UK | US— PlatinUS | Erstveröffentlichung: 25. Juli 2018 Verkäufe: + 1.475.000                                                 |
| 2018 | Swap Meet –                                         | — | — | — | — | — | Erstveröffentlichung: 18. September 2018                                                                  |
| 2018 | Dip Legendary                                       | — | — | CH84 (2 Wo.)CH | UK62 Silber · (5 Wo.)UK | US63 Platin · (8 Wo.)US | Erstveröffentlichung: 18. September 2018 Verkäufe: + 1.230.000; Remix mit Nicki Minaj                     |
| 2019 | Floss in the Bank Legendary                         | — | — | — | — | — | Erstveröffentlichung: 14. Januar 2019                                                                     |
| 2019 | Girls Have Fun Legendary                            | — | — | — | — | — | Erstveröffentlichung: 23. Januar 2019 feat. G-Eazy & Rich the Kid                                         |
| 2019 | Goddamn Legendary                                   | — | — | CH95 (1 Wo.)CH | UK96 (1 Wo.)UK | — | Erstveröffentlichung: 15. April 2019                                                                      |
| 2019 | Haute Legendary                                     | — | AT58 (1 Wo.)AT | CH23 (2 Wo.)CH | UK66 (1 Wo.)UK | — | Erstveröffentlichung: 5. Juni 2019 feat. J Balvin & Chris Brown                                           |
| 2019 | Bop Legendary                                       | — | — | — | — | — | Erstveröffentlichung: 2. August 2019 feat. YG & Blueface                                                  |
| 2019 | Mamacita –                                          | — | — | CH67 (2 Wo.)CH | — | — | Erstveröffentlichung: 25. Oktober 2019 mit YG & Santana                                                   |
| 2019 | Ayy Macarena –                                      | DE9 Gold · (18 Wo.)DE | AT13 (16 Wo.)AT | CH9 Gold · (19 Wo.)CH | — | US— GoldUS | Erstveröffentlichung: 13. November 2019 Verkäufe: + 1.035.000                                             |
| 2020 | Freak –                                             | — | — | — | — | — | Erstveröffentlichung: 13. März 2020 feat. Megan Thee Stallion                                             |
| 2020 | Like It Is Golden Hour                              | DE41 (5 Wo.)DE | AT37 (3 Wo.)AT | CH9 (7 Wo.)CH | UK49 Silber · (14 Wo.)UK | — | Erstveröffentlichung: 27. März 2020 Verkäufe: + 370.000; mit Kygo & Zara Larsson                          |
| 2020 | Bored in the House –                                | — | — | — | — | — | Erstveröffentlichung: 28. März 2020 mit Curtis Roach                                                      |
| 2020 | Vacation –                                          | — | — | — | — | — | Erstveröffentlichung: 19. Juni 2020                                                                       |
| 2020 | Ibiza –                                             | — | — | — | — | — | Erstveröffentlichung: 26. Juni 2020                                                                       |
| 2020 | Desce Pro Play (Pa Pa Pa) –                         | — | — | — | — | — | Erstveröffentlichung: 26. Juni 2020 mit MC Zaac & Anitta                                                  |
| 2022 | Freaky Deaky –                                      | — | — | — | UK36 Silber · (14 Wo.)UK | US43 Platin · (16 Wo.)US | Erstveröffentlichung: 25. Februar 2022 Verkäufe: + 1.215.000; mit Doja Cat                                |
| 2022 | Sunshine –                                          | — | — | — | — | US— GoldUS | Erstveröffentlichung: 12. August 2022 Verkäufe: + 500.000; mit Pop Smoke & Jhené Aiko                     |
| Folgende Lieder erschienen nicht als Single, wurden aber durch das Album zum Download und Streaming bereitgestellt und konnten somit eine Platzierung erlangen: |                                                     | | | | | | |
| |                                                     | | | | | | |
| 2012 | Muthafucka Up Careless World: Rise of the Last King | — | — | — | — | US74 (1 Wo.)US | Charteinstieg: 10. März 2012 feat. Nicki Minaj                                                            |
| 2012 | I’m Gone Careless World: Rise of the Last King      | — | — | — | — | US76 (1 Wo.)US | Charteinstieg: 2012 feat. Big Sean                                                                        |

### Als Gastmusiker
| Jahr | Titel Album                                           | Höchstplatzierung, Gesamtwochen, AuszeichnungChartplatzierungen (Jahr, Titel, Album, Platzierungen, Wochen, Auszeichnungen, Anmerkungen) | Höchstplatzierung, Gesamtwochen, AuszeichnungChartplatzierungen (Jahr, Titel, Album, Platzierungen, Wochen, Auszeichnungen, Anmerkungen) | Höchstplatzierung, Gesamtwochen, AuszeichnungChartplatzierungen (Jahr, Titel, Album, Platzierungen, Wochen, Auszeichnungen, Anmerkungen) | Höchstplatzierung, Gesamtwochen, AuszeichnungChartplatzierungen (Jahr, Titel, Album, Platzierungen, Wochen, Auszeichnungen, Anmerkungen) | Höchstplatzierung, Gesamtwochen, AuszeichnungChartplatzierungen (Jahr, Titel, Album, Platzierungen, Wochen, Auszeichnungen, Anmerkungen) | Anmerkungen |
| Jahr | Titel Album                                           | DE | AT | CH | UK | US | Anmerkungen |
| --- | ----------------------------------------------------- | --- | --- | --- | --- | --- | --- |
| 2010 | Deuces F.A.M.E./Fan of a Fan                          | — | — | — | UK68 Gold · (1 Wo.)UK | US14 ×4Vierfachplatin · (27 Wo.)US | Erstveröffentlichung: 25. Juni 2010 Verkäufe: + 4.558.826; Chris Brown feat. Tyga & Kevin McCall                  |
| 2010 | Loyalty –                                             | — | — | — | — | — | Erstveröffentlichung: 13. Juli 2010 Birdman feat. Lil Wayne & Tyga                                                |
| 2010 | Heavy –                                               | — | — | — | — | — | Erstveröffentlichung: 3. Dezember 2010 CJ Hilton feat. Fat Joe & Tyga                                             |
| 2011 | Popular –                                             | — | — | — | — | — | Erstveröffentlichung: 8. Februar 2011 Trai’D feat. Tyga                                                           |
| 2011 | Keisha –                                              | — | — | — | — | — | Erstveröffentlichung: 1. Juli 2011 Jawan Harris feat. Tyga                                                        |
| 2011 | Burn Me Down Some Dreams Never Sleep                  | — | — | — | — | — | Erstveröffentlichung: 11. Juli 2011 Gilbere Forte feat. Tyga & Raak                                               |
| 2011 | The Motto Take Care                                   | — | — | — | UK80 Platin · (9 Wo.)UK | US14 ×8Achtfachplatin · (35 Wo.)US | Erstveröffentlichung: 29. November 2011 Verkäufe: + 8.740.000; Drake feat. Lil Wayne & Tyga                       |
| 2012 | Ayy Ladies From Day 1                                 | — | — | — | — | US53 ×3Dreifachplatin · (19 Wo.)US | Erstveröffentlichung: 27. Januar 2012 Verkäufe: + 3.000.000; Travis Porter feat. Tyga                             |
| 2012 | Snitches Ain’t… Just Re’d Up                          | — | — | — | — | US100 (1 Wo.)US | Erstveröffentlichung: 7. Februar 2012 YG feat. Tyga, Snoop Dogg & Nipsey Hussle                                   |
| 2012 | Shake That Jelly Think Like a Man O.S.T.              | — | — | — | — | — | Erstveröffentlichung: 15. Mai 2012 Billy Wes feat. Tyga                                                           |
| 2012 | Get Low Triple F Life: Friends, Fans & Family         | — | — | — | — | US72 (1 Wo.)US | Erstveröffentlichung: 5. Juni 2012 Waka Flocka Flame feat. Nicki Minaj, Tyga & Flo Rida                           |
| 2012 | I Love Girls –                                        | — | — | — | — | — | Erstveröffentlichung: 26. Juni 2012 Pleasure P feat. Tyga                                                         |
| 2012 | Get Her Tho Keep it on the D-Lo                       | — | — | — | — | — | Erstveröffentlichung: 21. August 2012 D-Lo feat. Tyga                                                             |
| 2012 | Celebration Jesus Piece                               | — | — | — | — | US81 (12 Wo.)US | Erstveröffentlichung: 18. September 2012 The Game feat. Chris Brown, Tyga, Lil Wayne & Wiz Khalifa                |
| 2012 | Live It Up The Female Boss                            | — | — | — | UK11 (4 Wo.)UK | — | Erstveröffentlichung: 9. September 2012 Tulisa feat. Tyga                                                         |
| 2012 | AKUP Freak of the Industry                            | — | — | — | — | — | Erstveröffentlichung: 9. Oktober 2012 LoveRance feat. Tyga & Problem                                              |
| 2013 | So Many Girls Rich Gang                               | — | — | — | — | US90 (1 Wo.)US | Erstveröffentlichung: 5. Februar 2013 DJ Drama feat. Tyga, Wale & Roscoe Dash                                     |
| 2013 | Fly Rich Rich Gang                                    | — | — | — | — | — | Erstveröffentlichung: 4. März 2013 Rich Gang feat. Future, Tyga, Meek Mill, Mystikal & Stevie J                   |
| 2013 | Reason to Hate –                                      | — | — | — | — | — | Erstveröffentlichung: 23. April 2013 DJ Felli Fel feat. Ne-Yo, Tyga & Wiz Khalifa                                 |
| 2013 | Bubble Butt (Remix) Free the Universe                 | — | — | — | — | US56 Gold · (9 Wo.)US | Erstveröffentlichung: 24. Mai 2013 Verkäufe: + 500.000; Major Lazer feat. 2 Chainz, Bruno Mars, Tyga & Mystic     |
| 2013 | Iz U Down My Own Lane                                 | DE91 (1 Wo.)DE | — | — | — | — | Erstveröffentlichung: 17. Dezember 2013 Kid Ink feat. Tyga                                                        |
| 2013 | Loyal X                                               | DE54 (7 Wo.)DE | AT61 (1 Wo.)AT | — | UK10 ×2Doppelplatin · (38 Wo.)UK | US9 ×8Achtfachplatin · (36 Wo.)US | Erstveröffentlichung: 19. Dezember 2013 Verkäufe: + 9.290.000; Chris Brown feat. Lil Wayne & Tyga (Video Version) |
| 2014 | Lemonade DK3                                          | — | — | — | — | — | Erstveröffentlichung: 28. Mai 2014 Danity Kane feat. Tyga                                                         |
| 2014 | Bend Ova –                                            | — | — | — | — | US92 (3 Wo.)US | Erstveröffentlichung: 22. Juli 2014 Lil Jon feat. Tyga                                                            |
| 2014 | Collide Dark Side                                     | DE— aDE | — | — | UK— GoldUK | — | Erstveröffentlichung: 25. August 2014 Verkäufe: + 400.000; Justine Skye feat. Tyga                                |
| 2014 | Work for It –                                         | — | — | — | — | — | Erstveröffentlichung: 8. Oktober 2014 Poo Bear feat. Tyga                                                         |
| 2015 | Do It Again –                                         | — | — | — | UK8 ×2Doppelplatin · (28 Wo.)UK | US71 Platin · (11 Wo.)US | Erstveröffentlichung: 4. Mai 2015 Verkäufe: + 2.540.000; Pia Mia feat. Chris Brown & Tyga                         |
| 2015 | 100 –                                                 | — | — | — | — | — | Erstveröffentlichung: 24. Juli 2015 Travis Barker feat. Kid Ink, Ty Dolla $ign, IamSu! & Tyga                     |
| 2015 | I Might Go Lesbian –                                  | — | — | — | — | — | Erstveröffentlichung: 29. August 2015 Manika feat. Tyga                                                           |
| 2016 | In My Room Blood for Mercy                            | — | — | — | — | US— GoldUS | Erstveröffentlichung: 8. April 2016 Verkäufe: + 500.000; Yellow Claw feat. DJ Mustard, Ty Dolla $ign & Tyga       |
| 2018 | Kream Survive the Summer EP                           | — | — | — | — | US96 Platin · (1 Wo.)US | Erstveröffentlichung: 6. Juli 2018 Verkäufe: + 1.090.000; Iggy Azalea feat. Tyga                                  |
| 2018 | Spray Say Less                                        | — | — | — | — | — | Erstveröffentlichung: 7. Dezember 2018 Sneakk feat. Tyga & YG                                                     |
| 2019 | Low Key –                                             | — | — | — | — | — | Erstveröffentlichung: 31. Januar 2019 Ally Brooke feat. Tyga                                                      |
| 2019 | Light It Up –                                         | DE77 (1 Wo.)DE | — | CH78 (1 Wo.)CH | UK55 (2 Wo.)UK | US90 (1 Wo.)US | Erstveröffentlichung: 26. April 2019 Verkäufe: + 40.000; Marshmello feat. Tyga & Chris Brown                      |
| 2019 | Go Loko 4Real 4Real                                   | DE65 (5 Wo.)DE | AT74 (1 Wo.)AT | CH36 (15 Wo.)CH | — | US49 ×2Doppelplatin · (19 Wo.)US | Erstveröffentlichung: 3. Mai 2019 Verkäufe: + 2.055.000; YG feat. Tyga & Jon Z                                    |
| 2019 | Broke Leg Love Me Now                                 | — | — | — | — | — | Erstveröffentlichung: 31. Mai 2019 Tory Lanez feat. Quavo & Tyga                                                  |
| 2019 | Loco contigo Carte Blanche                            | DE3 Platin · (28 Wo.)DE | AT13 Platin · (23 Wo.)AT | CH2 (41 Wo.)CH | UK87 Silber · (3 Wo.)UK | US95 Platin · (2 Wo.)US | Erstveröffentlichung: 14. Juni 2019 Verkäufe: + 2.968.333; DJ Snake feat. J Balvin & Tyga                         |
| 2019 | Juicy Hot Pink                                        | — | — | — | UK80 Gold · (2 Wo.)UK | US41 ×4Vierfachplatin · (20 Wo.)US | Erstveröffentlichung: 15. August 2019 Verkäufe: + 4.860.000; Doja Cat feat. Tyga                                  |
| 2020 | Still Be Friends These Things Happen Too              | DE53 (12 Wo.)DE | AT57 (7 Wo.)AT | CH76 (4 Wo.)CH | UK— SilberUK | US— PlatinUS | Erstveröffentlichung: 7. Februar 2020 Verkäufe: + 1.360.000; G-Eazy feat. Tory Lanez & Tyga                       |
| 2020 | Contact The Saga of Wiz Khalifa                       | — | — | — | — | — | Erstveröffentlichung: 23. März 2020 Wiz Khalifa feat. Tyga                                                        |
| 2020 | Fuego del calor –                                     | DE— bDE | — | — | — | — | Erstveröffentlichung: 29. Mai 2020 Verkäufe: + 70.000; Scott Storch feat. Ozuna & Tyga                            |
| 2020 | California –                                          | — | — | — | — | — | Erstveröffentlichung: 16. Juni 2020 Usher feat. Tyga                                                              |
| 2020 | Vida Loca Translation                                 | — | — | — | — | — | Erstveröffentlichung: 18. Juni 2020 The Black Eyed Peas feat. Nicky Jam & Tyga                                    |
| 2020 | Sweet N Sour –                                        | DE— cDE | — | — | — | — | Erstveröffentlichung: 4. September 2020 Jawsh 685 feat. Lauv & Tyga                                               |
| 2020 | Chosen No Love Lost (Deluxe)                          | DE47 (9 Wo.)DE | — | CH62 (9 Wo.)CH | UK42 Gold · (15 Wo.)UK | US51 Platin · (21 Wo.)US | Erstveröffentlichung: 4. Dezember 2020 Verkäufe: + 1.765.000; BLXST feat. Tyga & Ty Dolla Sign                    |
| 2022 | Blessed Alpha                                         | — | — | — | — | — | Erstveröffentlichung: 22. Mai 2022 Shenseea feat. Tyga                                                            |
| Folgende Lieder erschienen nicht als Single, wurden aber durch das Album zum Download und Streaming bereitgestellt und konnten somit eine Platzierung erlangen: |                                                       | | | | | | |
| |                                                       | | | | | | |
| 2019 | Startender Hoodie SZN                                 | — | — | — | UK84 Silber · (4 Wo.)UK | US59 ×2Doppelplatin · (9 Wo.)US | Charteinstieg: 5. Januar 2019 Verkäufe: + 2.360.000; A Boogie wit da Hoodie feat. Offset & Tyga                   |
| 2020 | West Coast Shit Shoot for the Stars, Aim for the Moon | — | — | — | — | US65 (1 Wo.)US | Charteinstieg: 18. Juli 2020 Pop Smoke feat. Tyga & Quavo                                                         |

## Statistik

### Chartauswertung
|                     | DE    | AT    | CH    | UK    | US    |
| ------------------- | ----- | ----- | ----- | ----- | ----- |
| Nummer-eins-Alben   | DE—DE | AT—AT | CH—CH | UK—UK | US—US |
| Top-10-Alben        | DE—DE | AT—AT | CH1CH | UK1UK | US4US |
| Alben in den Charts | DE2DE | AT2AT | CH3CH | UK4UK | US8US |

|                       | DE     | AT     | CH     | UK     | US     |
| --------------------- | ------ | ------ | ------ | ------ | ------ |
| Nummer-eins-Singles   | DE—DE  | AT—AT  | CH—CH  | UK—UK  | US—US  |
| Top-10-Singles        | DE2DE  | AT—AT  | CH3CH  | UK4UK  | US3US  |
| Singles in den Charts | DE14DE | AT11AT | CH16CH | UK22UK | US36US |

### Auszeichnungen für Musikverkäufe
| Land/RegionAuszeichnungen für Musikverkäufe (Land/Region, Auszeichnungen, Verkäufe, Quellen) | Silber     | Gold       | Platin         | Diamant     | Verkäufe   | Quellen              |
| -------------------------------------------------------------------------------------------- | ---------- | ---------- | -------------- | ----------- | ---------- | -------------------- |
| Australien (ARIA)                                                                            | —          | 2× Gold2   | 10× Platin10   | —           | 770.000    | aria.com.au          |
| Belgien (BRMA)                                                                               | —          | —          | Platin1        | —           | 40.000     | ultratop.be          |
| Brasilien (PMB)                                                                              | —          | 3× Gold3   | 5× Platin5     | 4× Diamant4 | 1.310.000  | pro-musicabr.org.br  |
| Dänemark (IFPI)                                                                              | —          | 6× Gold6   | 5× Platin5     | —           | 545.000    | ifpi.dk              |
| Deutschland (BVMI)                                                                           | —          | 3× Gold3   | 2× Platin2     | —           | 1.300.000  | musikindustrie.de    |
| Frankreich (SNEP)                                                                            | —          | 4× Gold4   | —              | Diamant1    | 733.333    | snepmusique.com      |
| Italien (FIMI)                                                                               | —          | Gold1      | 5× Platin5     | —           | 315.000    | fimi.it              |
| Kanada (MC)                                                                                  | —          | 3× Gold3   | 10× Platin10   | —           | 920.000    | musiccanada.com      |
| Mexiko (AMPROFON)                                                                            | —          | 2× Gold2   | 3× Platin3     | —           | 280.000    | amprofon.com.mx      |
| Neuseeland (RMNZ)                                                                            | —          | 2× Gold2   | 29× Platin29   | —           | 862.500    | radioscope.co.nz NZ2 |
| Norwegen (IFPI)                                                                              | —          | Gold1      | Platin1        | —           | 90.000     | ifpi.no NO2          |
| Österreich (IFPI)                                                                            | —          | —          | Platin1        | —           | 30.000     | ifpi.at              |
| Polen (ZPAV)                                                                                 | —          | 4× Gold4   | 3× Platin3     | —           | 160.000    | olis.pl              |
| Portugal (AFP)                                                                               | —          | Gold1      | 3× Platin3     | —           | 35.000     | Einzelnachweise      |
| Schweden (IFPI)                                                                              | —          | 2× Gold2   | 2× Platin2     | —           | 140.000    | sverigetopplistan.se |
| Schweiz (IFPI)                                                                               | —          | Gold1      | —              | —           | 10.000     | hitparade.ch         |
| Spanien (Promusicae)                                                                         | —          | Gold1      | 4× Platin4     | —           | 270.000    | elportaldemusica.es  |
| Südkorea (KMCA)                                                                              | —          | —          | —              | —           | 98.826     | Einzelnachweise      |
| Vereinigte Staaten (RIAA)                                                                    | —          | 15× Gold15 | 55× Platin55   | Diamant1    | 72.500.000 | riaa.com             |
| Vereinigtes Königreich (BPI)                                                                 | 7× Silber7 | 7× Gold7   | 10× Platin10   | —           | 9.900.000  | bpi.co.uk            |
| Insgesamt                                                                                    | 7× Silber7 | 58× Gold58 | 149× Platin149 | 6× Diamant6 |            |                      |